# Refused
Refused ist eine schwedische Hardcore-Punk-Band, die im Januar 1992 aus der Band Step Forward entstand. Dennis Lyxzén und David Sandström waren die Gründer von Refused, die sich stark an Hardcore-Punk-Bands wie Gorilla Biscuits orientierten, aber stets mit einem Metaleinfluss. Ihr erster Auftritt bestand aus zwei Eigenkompositionen sowie einem AC/DC- und vier Gorilla-Biscuits-Covern. Die Band löste sich am 6. Oktober 1998 nach einem vorerst letzten Konzert auf. Am 9. Januar 2012 gab Refused ihre Reunion bekannt. Nachdem sie im Jahr 2012 insgesamt 84 Konzerte in Europa, Nordamerika und Australien gab, wurde es zunächst wieder still um die Band, ehe 2015 mit Freedom ein neues Studioalbum erschien. Seitdem ist die Band sporadisch aktiv und veröffentlichte mit War Music 2019 ein weiteres Album.

## Geschichte
Das erste Demo enthielt neben sechs Tracks mit persönlichen Texten auch eine Coverversion des AC/DC-Klassikers Back in Black. Nach dem zweiten Demo Operation Headfirst, auf dem nun gesellschaftskritische Texte Einzug hielten, bekamen sie einen Vertrag beim jungen schwedischen Punklabel Burning Heart Records. Hier erschien ihre erste EP This Is the New Deal. Ihr erstes ganzes Album This Just Might Be… the Truth erschien dann aber 1994 auf dem Label Startrack. Mit diesem Album und den zwei darauf folgenden EPs konnten sie erste Erfolge ernten und erweckten die Aufmerksamkeit in Hardcorekreisen in ganz Europa.
Refused waren entgegen anderslautenden Berichten eine Straight-Edge-Band, wenn auch nur in der Anfangsphase, bemerkbar an dem Album This Just Might Be… the Truth. Die Band konzentrierte sich im Laufe der Zeit hingegen immer mehr auf Gesellschafts- und Kapitalismuskritik und entwickelte sich zu einem musikalischen Sprachrohr der radikalen Linken.
Das Booklet der Everlasting-EP enthielt erstmals ein von Sänger Dennis geschriebenes Manifest, in dem die Motive und politischen Vorstellungen der Band näher erläutert wurden. Nach einer Tour durch die USA veröffentlichten sie 1996 ihr zweites Album Songs to Fan the Flames of Discontent, das der Band einen noch größeren Erfolg und ein Video zu Rather Be Dead bereitete. Refused galten nun als die neue Hoffnung des Hardcore und wurden frenetisch gefeiert. Parallel zur Albumveröffentlichung erschien ein 36-seitiges Fanzine namens The Handbook for Revolutionaries, das zu jedem Lied der LP den Text mit weiterführenden Erläuterungen sowie Essays zur Bandgeschichte, Veganismus/Vegetarismus, Homosexualität, Politik und Religion etc. enthielt. Es folgten ausgiebige Konzerttouren durch Europa. 1998 erschien die EP The New Noise Theology, kurz darauf wurde das Album The Shape of Punk to Come veröffentlicht. Mit einer Melange aus Hardcore, Metal, Punk, Klassik und Jazz setzte das Quartett neue Maßstäbe und wurde zu den absoluten Medienlieblingen. Das Video zu New Noise lief auf MTV in der Heavyrotation und wurde zum Sommerhit ’98. Gewannen Refused mit diesem Album auch enorme Popularität, so wurde es doch zum vorläufigen Anfang vom Ende der Band.

### Auflösung
Zu dieser Zeit gewann die Band den Eindruck, dass ihre politischen Ziele von den Medien nicht verstanden und für unwichtig gehalten wurden. Der Hype stand im Vordergrund. Das eigentliche Ziel, ihr Revolutionary Program im Zuge ihrer Popularität den breiten Massen darzustellen, war gescheitert.
Die im April 2006 veröffentlichte DVD über die letzte Tour von Refused verschiebt den Blick auf das Ende der Gruppe etwas. Hier werden vor allem persönliche Gründe (der zweite Gitarrist Jon möchte aussteigen) und der ausbleibende „große Knall“ nach der Veröffentlichung von The Shape of Punk to Come für das Ende verantwortlich gemacht. Fest steht, dass die Band während der 1998er US-Tour beschloss, sich aufzulösen; sie gab ihr letztes Konzert am 6. Oktober in Harrisonburg, Virginia.
Inzwischen steht Dennis Lyxzén bei The (International) Noise Conspiracy sowie bei der Hardcoreband AC4 (mit David Sandström) und seinem Soloprojekt Invasionen (vormals The Lost Patrol Band) hinter dem Mikrofon.

### Reunion

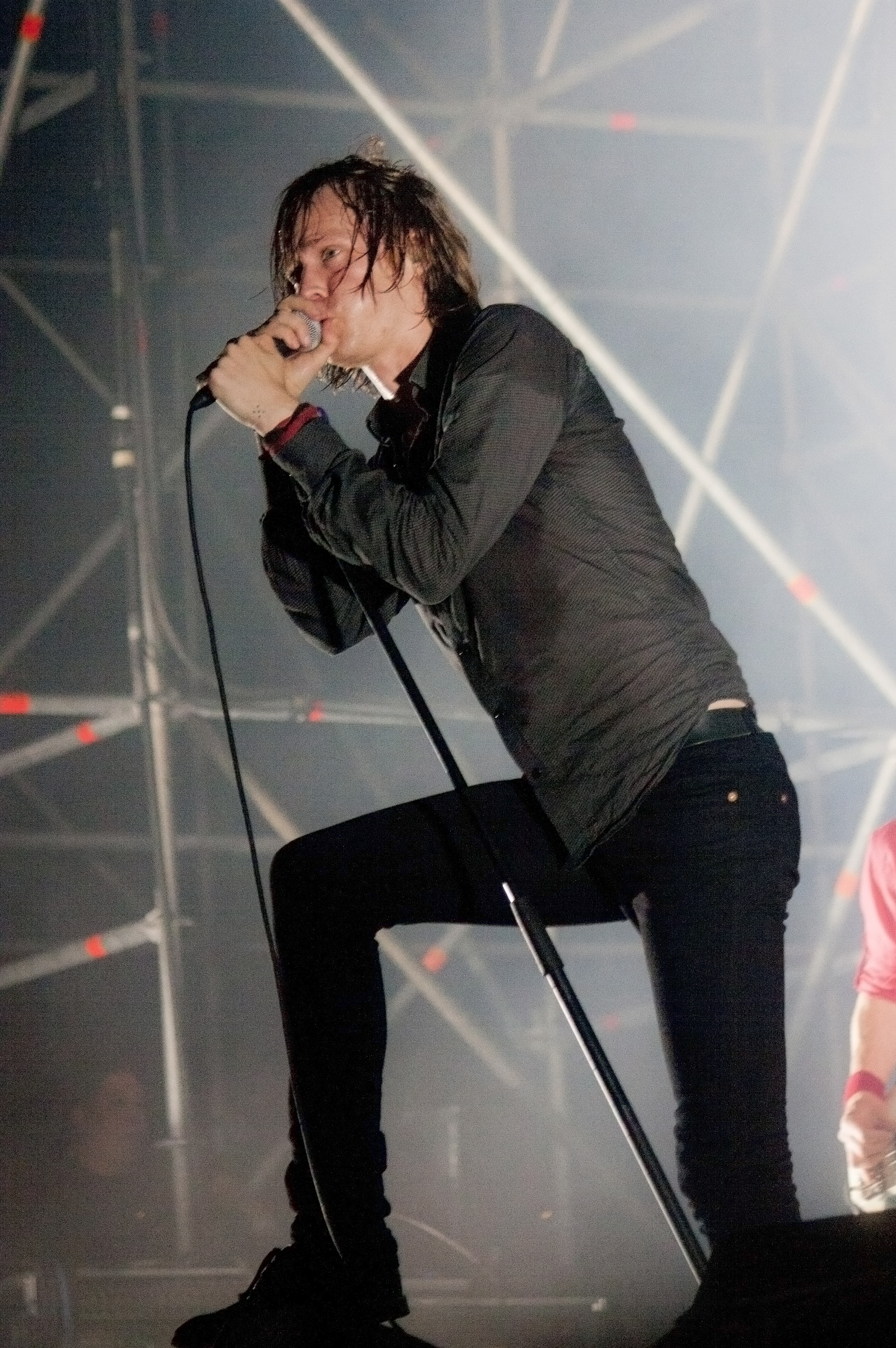
Dennis Lyxzén während eines Auftritts mit Refused (2012)

Am 10. Januar 2012 wurden Refused als eine der Bands beim Coachella-Festival in den USA sowie am Way Out West Festival in Schweden bekannt gegeben. Außerdem spielte Refused im Jahr 2012 auf vielen großen europäischen Festivals, unter anderem dem Groezrock-Festival im belgischen Meerhout und als Headliner beim Monster-Bash-Festival in Berlin.
Am 29. Oktober 2012 gab die Band ihre erneute Auflösung bekannt. Refused spielte im Jahr 2012 insgesamt 84 Konzerte in Europa, Nordamerika und Australien. Die Tour, die dem letzten Refused-Album The Shape of Punk to Come Ehre erweisen sollte, endete mit einem letzten Konzert am 15. Dezember 2012 im schwedischen Umeå, der Heimatstadt der Bandmitglieder.
Im November 2014 gab Gitarrist Jon Brännström bekannt, von der Band gefeuert worden zu sein, was Spekulationen nährte, dass das Ende der Reunion-Tour 2012 nicht, wie zunächst angenommen, die erneute Auflösung der Band zur Folge hatte. Am 27. April 2015 veröffentlichten Refused mit Elektra den ersten neuen Song seit ihrer Auflösung 1998 und kündigten das erste Studioalbum seit 17 Jahren an. Ihr neues Album Freedom erschien am 26. Juni 2015.
2019 gab die Band bekannt, Musik für das noch zu veröffentlichende Videospiel Cyberpunk 2077 aufgenommen zu haben. Mit War Music erschien ferner ein weiteres Studioalbum, welches anders als seine zwei Vorgänger weniger experimentell gehalten ist und stattdessen dem konventionellen Hardcore Punk zuzuordnen ist.
2024 wurde Refused in die Swedish Music Hall of Fame aufgenommen.

### Nebenprojekte
Zwischen 1994 und 1997 hatten Dennis Lyxzén und David Sandström als Nebenprojekt die Hardcoreband Final Exit.

## Diskografie

### Demos
- 1992: Refused
- 1992: Operation Headfirst

### Alben
- 1994: This Just Might Be… the Truth
- 1996: Songs to Fan the Flames of Discontent
- 1998: The Shape of Punk to Come
- 2015: Freedom
- 2019: War Music

### EPs
- 1993: This Is the New Deal
- 1994: Pump the Brakes
- 1995: Everlasting
- 1995: Refused Loves Randy (Split mit Randy)
- 1996: Rather Be Dead
- 1998: The New Noise Theology
- 2016: Servants of Death (Record Store Day)
- 2020: The Malignant Fire

### Kompilationen
- 1997: The Demo Compilation
- 1997: The EP Compilation
- 2004: The EP Compilation – Re-issue (mit neuer Tracklist)

### Videoalben
- 2006: Refused Are Fucking Dead

Die DVD beinhaltet eine Dokumentation der Band bis zum Zeitpunkt ihrer Auflösung, Live-Mitschnitte zu vielen Songs von The Shape of Punk to Come und die beiden Musikvideos Rather be Dead und New Noise.

### Verwendung in Filmen und Serien
Der Song New Noise wurde unter anderem in der Eröffnungssequenz des Actionfilms Crank, in dem oscarnominierten Film Triangle of Sadness, in einer Folge der ersten Staffel von 24, in der Filmkomödie Jalla Jalla sowie in dem Jugenddrama Boot Camp verwendet. In der Serie The Bear: King of the Kitchen dient der Song als Leitmotiv und taucht in mehreren Folgen in Staffel 1 und 2 auf.

### Verwendung in Computerspielen
Der Song New Noise ist im 2010 für PlayStation 3 und Xbox 360 veröffentlichten Spiel Backbreaker sowie auf dem Soundtrack des Spiels Tony Hawk's Underground aus dem Jahre 2004 enthalten. Im 2020 veröffentlichten Computerspiel Cyberpunk 2077 übernimmt die Band die Rolle der fiktiven Band Samurai.